# Dąbrowa Górnicza Towarowa
Dąbrowa Górnicza Towarowa – kolejowa stacja towarowa w Dąbrowie Górniczej, w województwie śląskim, w Polsce. Została wybudowana po II wojnie światowej w latach siedemdziesiątych XX wieku. Mieści się przy Hucie Katowice.